# Oncostemum pachybotrys
Oncostemum pachybotrys är en viveväxtart som beskrevs av Carl Christian Mez. Oncostemum pachybotrys ingår i släktet Oncostemum och familjen viveväxter. Inga underarter finns listade i Catalogue of Life.